# Botyodes principalis
Botyodes principalis là một loài bướm đêm trong họ Crambidae.